# Obusier Type 38 15 cm
L' obusier Type 38 15 cm (三八式十五糎榴弾砲, Sanhachi-shiki Jyūgo-senchi Ryūdanhō) était l'obusier lourd standard de l'Armée Impériale du Japon, à la fin de la guerre sovieto-japonaise. Il a été dessiné par la société d'armement allemande Krupp  en 1905. La désignation  Type 38 indique que cette pièce d'artillerie a été acceptée par l'Armée impériale  la 38e année du règne de l'Empereur Meiji, soit 1905 dans le calendrier grégorien.

## Histoire et développement
Au début des années 1900, la priorité industrielle ainsi que les matières premières du Japon allaient vers la marine impériale japonaise, l'Armée de terre nippone étant reléguée au second plan. Ainsi, l'État-major de l'armée impériale japonaise décida de se tourner vers un fabricant d'armes allemand Krupp pour renouveler son artillerie. Les premières unités du Type 38 furent ainsi importées avant d'être produites sous licence par l'Arsenal d'Osaka à partir de 1911.
Après la Première Guerre mondiale,  ce modèle d'artillerie était obsolète et fut remplacé par l'obusier Type 4 15 cm. Néanmoins, il n'était pas rare de le trouver encore en dotation dans les régiments d'artillerie lourde par la suite.

## Conception
L'obusier  Type 38 de 150 mm était basé sur les standards de l'époque avec siège de servant, bouclier de protection de 5 mm, affut avec caisse de munition, système de recul hydropneumatique et culasse à filetage interrompu. Il avait été conçu pour être remorqué par un équipage de 8 chevaux, mais en pratique son poids de plus de 2 t posait problème.
Le Type 38 était capable de tirer une grande variété d'obus de 150 mm comme des obus explosifs, à shrapnel, éclairants et chimiques.
Des pièces de Type 38 en surplus furent aussi montées sur des châssis de char moyen Type 97 Chi-Ha et reçurent la désignation de canon automoteur Type 4 Ho-Ro.

## Engagements
En dépit de son obsolescence, le Type 38 de 150 mm participa à tous les théâtres d'opérations de l'Armée japonaise, comme la guerre contre la Chine, celle contre  les Soviétiques et lors de la guerre du Pacifique.
Contre l'armée Chinoise, le Type 38 fut utilisé avec succès du fait que celle-ci manquait cruellement d'artillerie lourde au début du conflit. Cependant lors des batailles de Wuhan et Changsha, le sort s'inversa car les Chinois furent équipés de canons allemands de 150 mm sFH18, les artilleurs japonais ne pouvant riposter du fait de leur portée moindre (5 900 m contre 13 000 m) . Le Type 38 fut par la suite retiré des premières lignes en 1942.
Le Type 38 participa à la Seconde Guerre mondiale en tant que canon automoteur désigné Type 4 Ho-Ro. Il fut déployé sur Luzon et sur d'autres îles des Philippines contre les forces américaines lors de la bataille des Philippines en 1944. Les dernières unités furent redéployées sur les îles japonaises pour anticiper l'invasion américaine.
L'empire russe acheta 800 exemplaires du Type 38 au Japon entre 1915 et 1917 et en déploya au moins 12 en Finlande qui servirent durant la guerre civile. Ces pièces furent récupérées par l'Armée rouge pour être utilisées lors de la guerre d'Hiver.

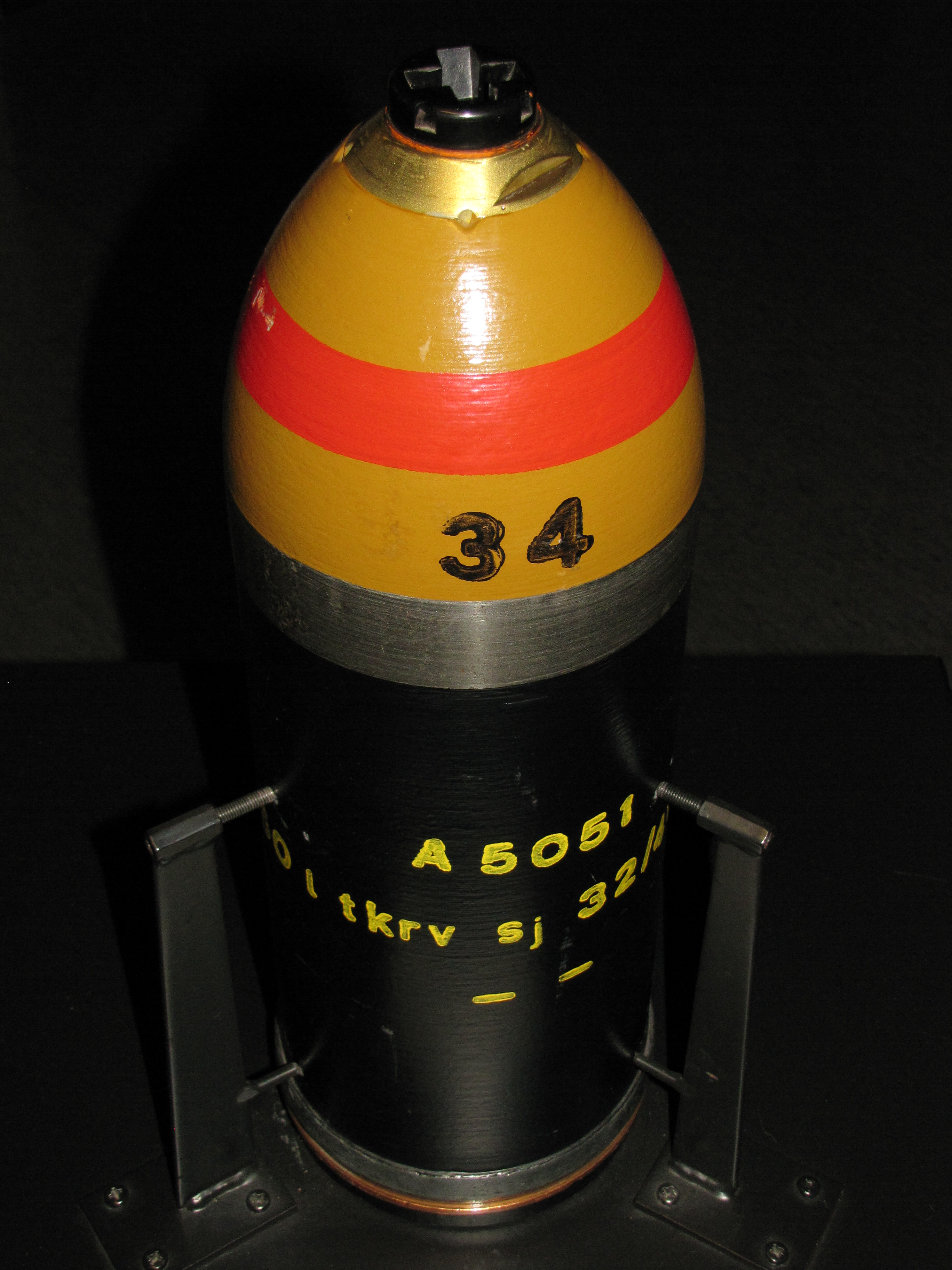
Obus de 150 mm utilisé par le Type 38
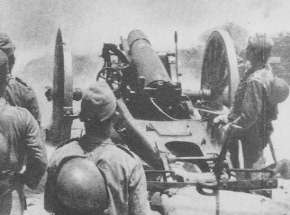
Type 38 en action avec l'Armée impériale japonaise
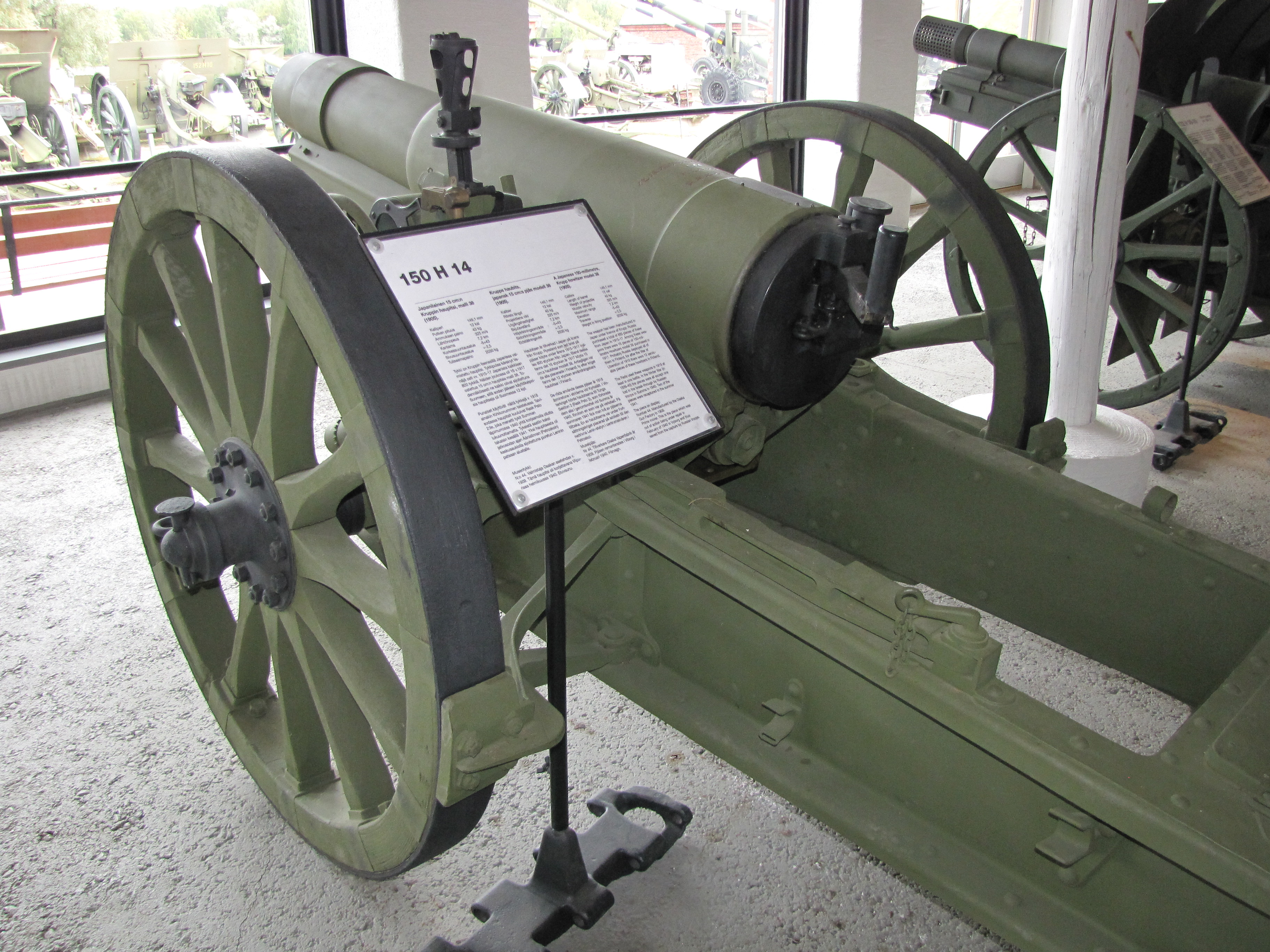
Type 38 exposé en Finlande